# مجاح (المدق)

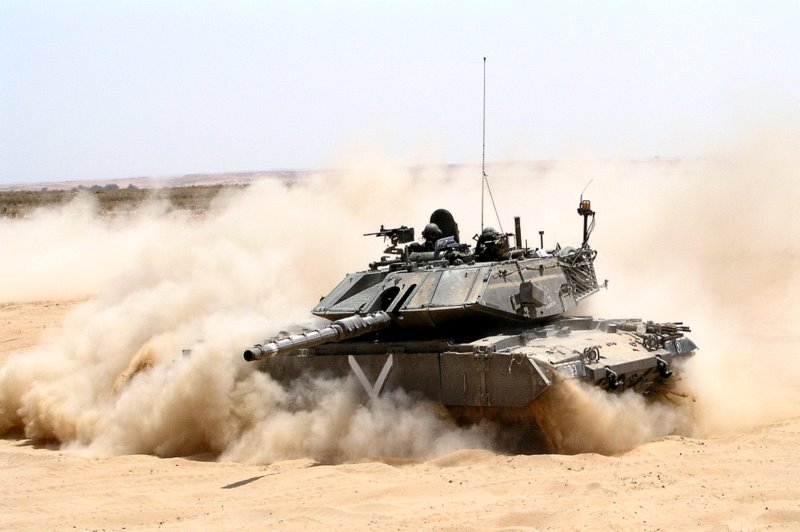

مجاح هو اللقب الذي منحه الجيش الإسرائيلي لدبابة المعركة الأمريكية «باتون» (M48/M60)، التي خدمت في سلاح المدرعات منذ ستينيات القرن العشرين، إلى أن تم استبدالها في مستهل القرن الحادي والعشرين. والدبابة مجاح تم تطويرها خلال خدمتها عن طريق هيئة الصناعات العسكرية، لتمكينها من التعامل بنجاح مع الدبابات الأحدث منها.

## الخلفية

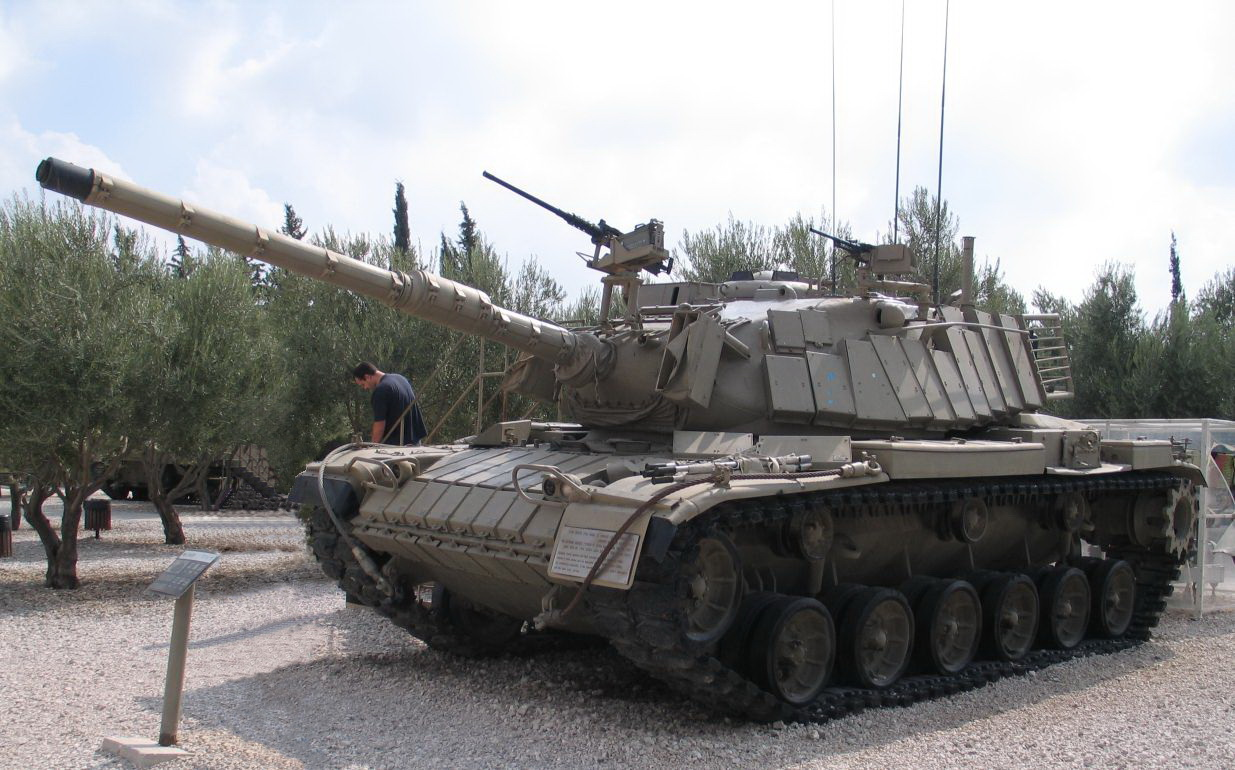

في بداية الستينيات كان سلاح المدرعات الإسرائيلي لا يزال يعتمد على دبابات شيرمان العتيقة، بينما الجيوش العربية بدأت في التسلح بدبابات T-54 الحديثة السوفيتية الصنع. فأخذ الجيش الإسرائيلي يبحث عن رد مناسب، ووجدت ضالتها في دبابتين. شوت (الدبابة سينتوريون البريطانية) كانت الأولى، والثانية كانت الباتون M 48. والولايات المتحدة رفضت في البداية بيع الباتون لإسرائيل، بزعم أن هذا الأمر سيخرق ميزان التسلح في الشرق الأوسط. وبعد أن وجدت بوضوح أن ميزان السلاح الثقيل تم خرقه بواسطة صفقات السلاح السوفيتية مع العرب، قرر الأمريكان السماح شراء الدبابات. وقامت إسرائيل بشراء الدبابات من ألمانيا، حتى لا تصبح الولايات المتحدة مشاركة بشكل مباشر في الصفقة. ووصلت عشرات من الدبابات طراز باتون إلى إسرائيل من ألمانيا قبل أن يمارس ضغط عربي شديد على الألمان مما اضطرهم إلى وقف الصفقة. وقرر الأمريكان تجاهل الضغط وحتى عام 1965 زود لإسرائيل ما يقرب من 100 بايتون. وقبيل حرب 67 كان يخدم الجيش الإسرائيلي حوالي 150 دبابة جاهزة للاستخدام، خدمت تحت اسم مجاح. في حرب 67 خدمت الدبابات- خاصة الأمريكية الأصلية- على الجبهة المصرية. وخلال الحرب أيضا غنمت إسرائيل عشرات الدبابات M48 من الأردن، دُعم بها أسطول الدبابات مجاح التابع لالجيش الإسرائيلي.
بالإضافة إلى الدبابات الأردنية، تم أيضا شراء مئات الدبابات المجاح من الولايات المتحدة. وبالفعل قبل الحرب تم التحدث عن تحديث الدبابات، ومع الزيادة في الأسطول وزيادة قوة سلاح المدرعات في الجيش الإسرائيلي بعد الحرب تم تنفيذ أول التحديثات. وكانت النتيجة هي ظهور المجاح 3.

## أصل الأسم مجاح
حتى بداية ستينيات القرن العشرين أطلق على الدبابات في الجيش الإسرائيلي الأسماء المستخدمة في الجيوش المختلفة التي تستخدمها، مثل شيرمان، وكرومويل، وAMX-13 (التي أطلق عليها في تلك الفترة امخاس-13). في عام 1958 بدأت اتصالات لشراء دبابات سينتوريون من بريطانيا، ونتيجة الحاجة إلى المحافظة على سرية الصفقة، على الأقل في مراحلها الأولى، لتقرر منح الدبابة اسم عبري «شوت»(أي السوط). وانتشرت هذه العادة وبذلك حظيت جميع الدبابات والعربات المدرعة التي دخلت الخدمة بالجيش الإسرائيلي في السنوات التالية بأسماء عبرية. هكذا حصلت الدبابة تشيفتن على اللقب «افير»، وحاملة الجنود المدرعة M-113 حصلت على اللقب «بردلس»، والدبابة ليوبارد الألمانية حصلت على اللقب «باراك».
أما الدبابة باتون الأمريكية فقد حصلت في الجيش الإسرائيلي على اللقب مجاح"، من الجذر ن.ج.ح، وهي آلة حربية قديمة كانت معروفة أيضا باسم (ايل نيجوح –أي المدق)، الذي استخدم في اقتحام الأسوار والبوابات. والمقابل الحديث للمدق هو قضيب الدق (Ram-Rod) الذي يستخدم لدق ودفع القذيفة إلى تجويفة الحلق في المدافع الميدانية والمدافع البحرية، قبل حشو العبوة المقذوفة.
وكانت المشكلة أنه خلافاً للأسماء البسيطة الخاصة بالدبابات الأخرى، فإن الأسم (مجاح) اختير لأنه اسم معناه غير واضح بما يكفي. ومحاولات توضيح معنى الأسم كانت خاطئة حيث أعتقد أنه عبارة عن اختصار מג"ח ، الذي يحمل تأويلات كثيرة.
- إحدى التأويلات زعمت أن أسم الدبابة هو عملياً يشير إلى الرمز الأمريكي (M48A3) بعلم معاني الأعداد "الجيمتريا" מ"ח=48 و ג=3 .
- التأويل الثاني، الذي يستند إلى فكرة مشابهة، زعم أن الأسم هو عبارة عن دمج بين طراز الدبابة (מ"ח= 48) وألمانيا (ג) التي باعت لإسرائيل دبابات الباتون الأولى.
- في سلاح المدرعات ابتدع تعبير «عربة أبطال السلاح».
- تفسيرات أخرى تضمنت «غزيرة البطن» و «ماكينة الحلاقة الكهربائية» (زُعم أن الدبابات التي أرسلت إلى إسرائيل تم التمويه بأن كتب في بطاقة بيانات الشحنة أن الشحنة عبارة عن ماكينات حلاقة كهربائية).
- في حرب أكتوبر حظيت الدبابة بلقب مكافري «ناقل الجثث المحترقة»، نتيجة لأن الدبابة كانت تشتعل عندما تصاب بصاروخ مضاد للدبابات.

## ألقاب أخرى
جنود لواء مجاح (401,500) حظوا خلال فترة التسعينيات من القرن العشرين للقب ملاطفة «شيبس» وهنا أيضا اختلفت الآراء: فداخل السلاح كان من المتبع الاعتقاد أن الأسم «شيبس» جاء للإشارة إلى «الوعاء المعدني» الذي يجلس بداخله أفراد طاقم الدبابة (في النسخ السابقة بدون لوحات بازوكا), نتيجة لقربه من المحرك وخزان الوقود –مع حماية ضعيفة لرؤية العين، الأمر الذي قد يحدث مايشبه «القلي» أثناء تعرض الدبابة لإصابة. لكن أصل اللقب على ما يبدو هو تحريف كلمة «جيبسي-Gypsy» الإنجليزية التي تعني (غجري)، لأن الدبابات مع دخولها الخدمة، بدت حديثة ومزينة برموز تنفيذية، وتضمنت العديد من الهوائيات، الأمر الذي جعلها تشبه العربة الغجرية. وهناك تأويل آخر لأصل الأسم يزعم أن سلة البرج الخاص بالدبابة يبدو مثل شبكة قلي الشيبس.

## طرازات المجاح

### مجاح 3
مجاح 3 كان عملياً تجربة لرفع مستوى دبابات مجاح التابعة لالجيش الإسرائيلي لتصل لمستوى M48A3 ، وتزويدها بمدفع L7 البريطاني الممتاز (الذي كان في دبابات شوط).
والتعديلات التي أدخلت على الدبابة تمثلت في:
- مدفع 90 ملم تم استبداله بمدفع 105 ملم L7 .
- قبة القائد المزعجة وسط طاقم الدبابات الإسرائيلية تم استبدالها بقبة إسرائيلية منخفضة البروفيل وبدون رشاش 12.7 ملم (براوننج 0.5).
- محرك البنزين تم استبداله بمحرك ديزل 750 حصان الذي تفوق عليه كثيراً.
- تحسين منظومة الإتصال.

800 دبابة مجاح 3 خدمت في الجيش الإسرائيلي أثناء حرب أكتوبر، إلى جانب دبابات مجاحM/60 باتون التي كانت على صورتها الأصلية. وخلال هذه الحرب تكبدت دبابات مجاح، مثل باقي سلاح المدرعات، خسائر فادحة، وأظهرت ميولاً للاشتعال (الذي نبع من وضع السائل الهيدروليكي في مقدمة البرج ومن محرك البنزين الأصلي الذي مال إلى الانفجار بسهولة نسبية مقارنة بمحرك الديزل). وفقط بعد استبدال المحرك بمحرك ديزل انخفضت اعداد الاشتعالات بشكل كبير. وفي فترة متأخرة زُودت الدبابة بدرع تفاعلي الذي يعد درعاً خاص بالأشرطة التي نصفها فارغ ونصفها الآخر ممتلئ بمادة ناسفة مستقرة بشكل خاص بهدف الانفجار في الخارج أثناء إصابة القذائف «الأنبوبية» و «القابلة للكبس» وبذلك تحمي الدبابة من أي توغل. وهذا التصميم كان تصميماً إسرائيلياً فريداً حتى سلب الدبابة مجاح 6 م في حرب لبنان وأدى إلى إنتاج الدبابة T-55 مع درع كهذا الذي تستخدمه حتى اليوم سوريا ودول أخرى.

### مجاح 5
بالإضافة إلى دبابات مجاح القديمة التي عدلت للنسخة مجاح 3 وحملت مدافع 105 ملم، دخلت في نهاية بداية السبعينيات إلى الخدمة أيضا حوالي 150 دبابة M48A5 .ووصلت الدبابات من الولايات المتحدة وكانت مشابهة في تسليحها وقدراتها مع مجاح 3.

### مجاح 6، مجاح 6 ب، 6 م، ومجاح 6 ب جال

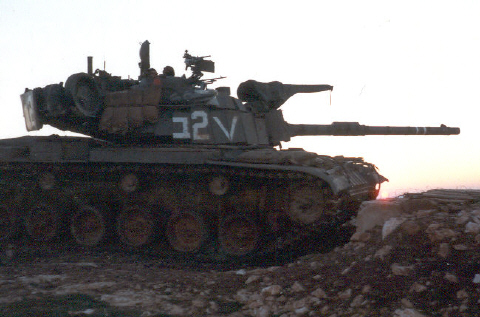

اشترت إسرائيل دبابات M60 في صورتين: برج قصير وبرج طويل (M60A3 وM60A1)، والفارق الأساسي بينهما يتمثل في كميات القذائف القادرة على حملها (21 مقابل 8 قذائف حاملة). وبوجه عام إحدى هاذين الطرازين موجود في الخدمة النظامية والثاني في الاحتياط ويتم إجراء التطويرات عليه. والطراز الذي يخدم في القوات النظامية عندما يقدم يتم نقله إلى الاحتياط، والطراز الذي يتم تطويره ينتقل بالتالي إلى الخدمة النظامية. ونتيجة لذلك، فإن معظم جنود الدبابات يخدمون على نفس الدبابة أثناء الخدمة الإلزامية وأيضا في السنوات الأولى لخدمتهم في الاحتياط.
مجاح6
دبابات M60 التي اشتراها الجيش الإسرائيلي من عام 1968، وفي وقت لاحق بعد حرب أكتوبر لتعويض الخسائر الفادحة التي تعرض لها. والاسم منسوب للدبابات بصورتها الأمريكية الأصلية.
مجاح 6 ب /6 ج: دبابات مجاح 6 التي تم تطويرها في فترة السبعينيات بواسطة إضافة درع تفاعلي وتبديل قبة القائد. وكلا هاذين الطرازين اشتركا في حرب سلام الجليل.
مجاح 6 م: في 1985 تم إضافة أكمام حرارية للمدفع، وتم تغيير الجنزير (بجنزير الميركافا 1) وأدخلت منظومة مراقبة إطلاق النار تحمل اسم «نحال عوز 2».
جال: في بداية التسعينيات تم تغيير منظومة إطلاق النار في اللواء 401 لمنظومة تحمل اسم «جال» (التي تعد باكورة إنتاج منظومة باراك زوهر التي استخدمت لاحقاً في ميركافا 3) وتم إدخال تعديلات على البرج والاسم تغير إلى مجاح 6 ب جال. والنسخة النهائية لهذه الدبابات هي مجاح 6 ب جال- بيتحون شوتيف. وأضيف في تلك الدبابات ألواح مصفحة، الشهيرة باسم «درع لبنان» للهيكل والبرج.
مجاح 6ب باراك زوهر: هي نسخة مجاح 6 ب مزودة بمراقب إطلاق نار متطور (باراك زوهر) والتي استخدمت فقط في وحدات الاحتياط.

### مجاح 7 أ، مجاح 7 ج
تصغير|يسار
مجاح 7 أ (مجاح 6 بدون درع تفاعلي). استبدل الدرع التفاعلي بتصميم درع سلبي (من جيل أجدد) في منطقة البرج ومقدمة الدبابة، وكذلك أضيفت ألواح بازوكا. في النسخة 7 ج أضيفت مدافع دخان والدرع السلبي في مقدمة البرج تغير وأصبح ذو زاوية أكبر. ومنظومة مراقبة إطلاق النار في مجاح 7 هي نحال عوز.

## الدبابات مجاح حالياً
منذ دخولها الخدمة في بداية الستينيات وحتى عام 1979 عندما دخلت الخدمة الميركافا 1، كانت الدبابات المجاح هي دبابات الخط الأول في الجيش الإسرائيلي. فهي خدمت في أربع حروب، وانتفاضتين، ومئات الحوادث. في أبريل 2005 بعد أن تم استبدال آخر كتيبة مجاح بدبابات ميركافا 4، خرجت الدبابات مجاح من الخدمة الإلزامية وانتقلت لمنظومة الاحتياط. وكانت آخر دبابات مجاح في الخدمة الإلزامية من طراز 6ب جال—بيتحون شوتيف، و 7ج التي خرجت من الخدمة خلال ذلك العام.